# 清浄寺 (名古屋市)
清浄寺（しょうじょうじ）は、愛知県名古屋市中区大須4丁目1-32にある浄土宗の寺院。
山号は徳寿山。矢場延命地蔵尊を祀っており、矢場地蔵（やばじぞう）という通称でも知られている。尾張六地蔵第2番札所。知恩院の末寺。小林城跡に鎮座している。

## 歴史

### 小林城
天文17年（1548年）、尾張国守護の斯波氏の一族だった牧長義によって小林城が築かれた。子の牧長清は織田信長の妹である信徳院（小林殿）を娶り、織田家との関係が深かった。小林城は牧長清の死後に廃城となった。江戸時代初期には尾張藩剣術指南役である柳生兵庫の屋敷があった時期もある。

### 清浄寺の創建

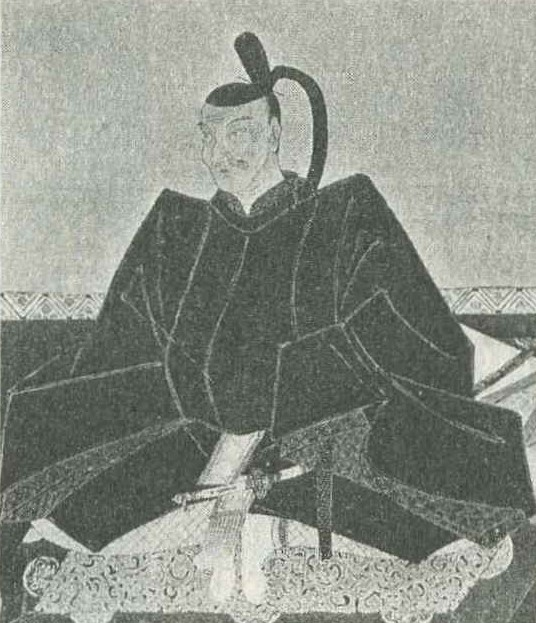
徳川光友

南寺町の尋盛寺の塔頭である庚申院に潜居していた恢蓮社曠譽即往廓龍（曠譽廓龍、こうよかくりゅう）は、貞享4年（1687年）4月28日に尾張藩2代藩主の徳川光友から日置村巣山に屋敷を賜ると、元禄5年（1692年）に庵を建てて清浄軒と号した。元禄10年（1697年）には光友が清浄軒を初めて参詣している。
元禄12年（1699年）6月6日、清浄軒を一寺とする命があり、6月20日には海東郡津島村（現・愛知県津島市）の誓願寺を移すと、8月に名称を清浄寺に改め、9月には京都の知恩院の末寺となった。元禄13年（1700年）6月8日、現在地に寺地を賜り、9月23日には清浄軒の庫裏を移築、さらに本堂を建立して本尊を遷座した。10月には寺社奉行から建立資金2500両を賜り、元禄14年（1701年）5月には名古屋城内から地蔵菩薩像を遷座した。元禄15年（1702年）4月、光友の三男である松平義昌の屋敷から観音堂を移築し、運慶作と伝わる弁財天像、新たに作られた大黒天像、毘沙門天像、十五童子像を安置した。宝永2年（1705年）には地蔵堂を建立し、8月28日に入仏供養を行った。

### 近代・現代
明治時代までは矢場の地蔵や延命地蔵とも呼ばれ、8月24日の縁日などには混雑した。
太平洋戦争末期の1945年（昭和20年）3月19日、名古屋大空襲によって本堂などの伽藍が全焼した。
1957年（昭和32年）4月、鉄筋コンクリート造の本堂を再建した。1991年（平成3年）8月には東山門近くに高さ5メートルの延命大地蔵菩薩（ジャンボ地蔵）が建立された。

## 境内

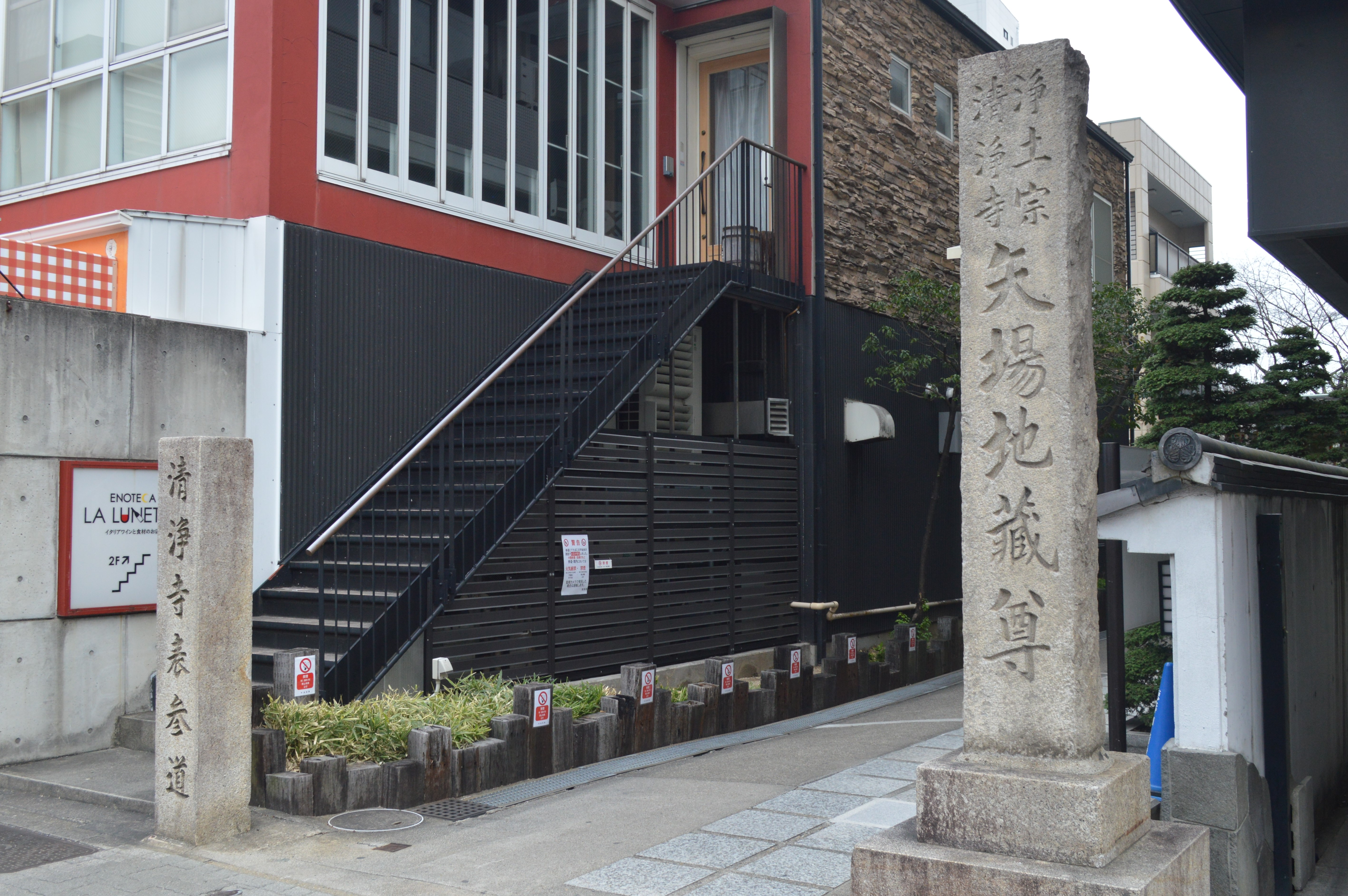
西門

- 本堂 - 矢場地蔵堂とも呼ばれ、秘仏の矢場延命地蔵尊を祀る。矢場延命地蔵尊は行者の善入が立山の地獄谷から持ち帰った地蔵であり、まず尾張国愛知郡尾頭村に安置されたが、その後尾張藩2代藩主の徳川光友によって名古屋城内に安置され、さらに元禄14年（1701年）に清浄寺に遷座された。8月24日の地蔵盆の際にのみ開帳される。
- 庫裏
- 書院
- 寺務所
- 東山門
- 延命大地蔵菩薩（ジャンボ地蔵） - 高さ5メートルの地蔵。1991年（平成3年）8月建立。
- 子育て地蔵
- 水子地蔵
- 六地蔵
- 牧家の墓 - 小林城主だった牧長清など牧家の墓。
- 手水屋
- 東屋

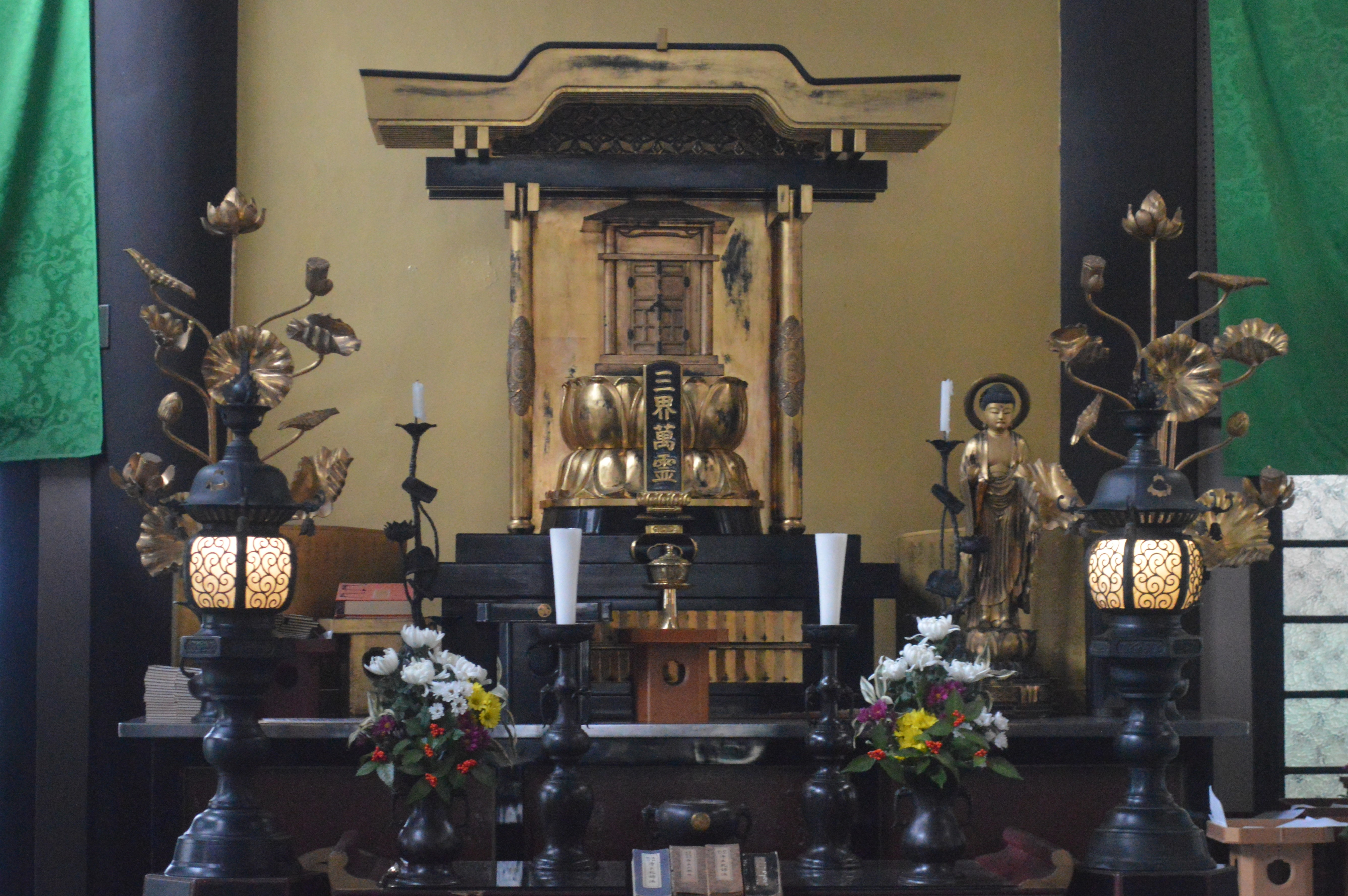
矢場延命地蔵尊
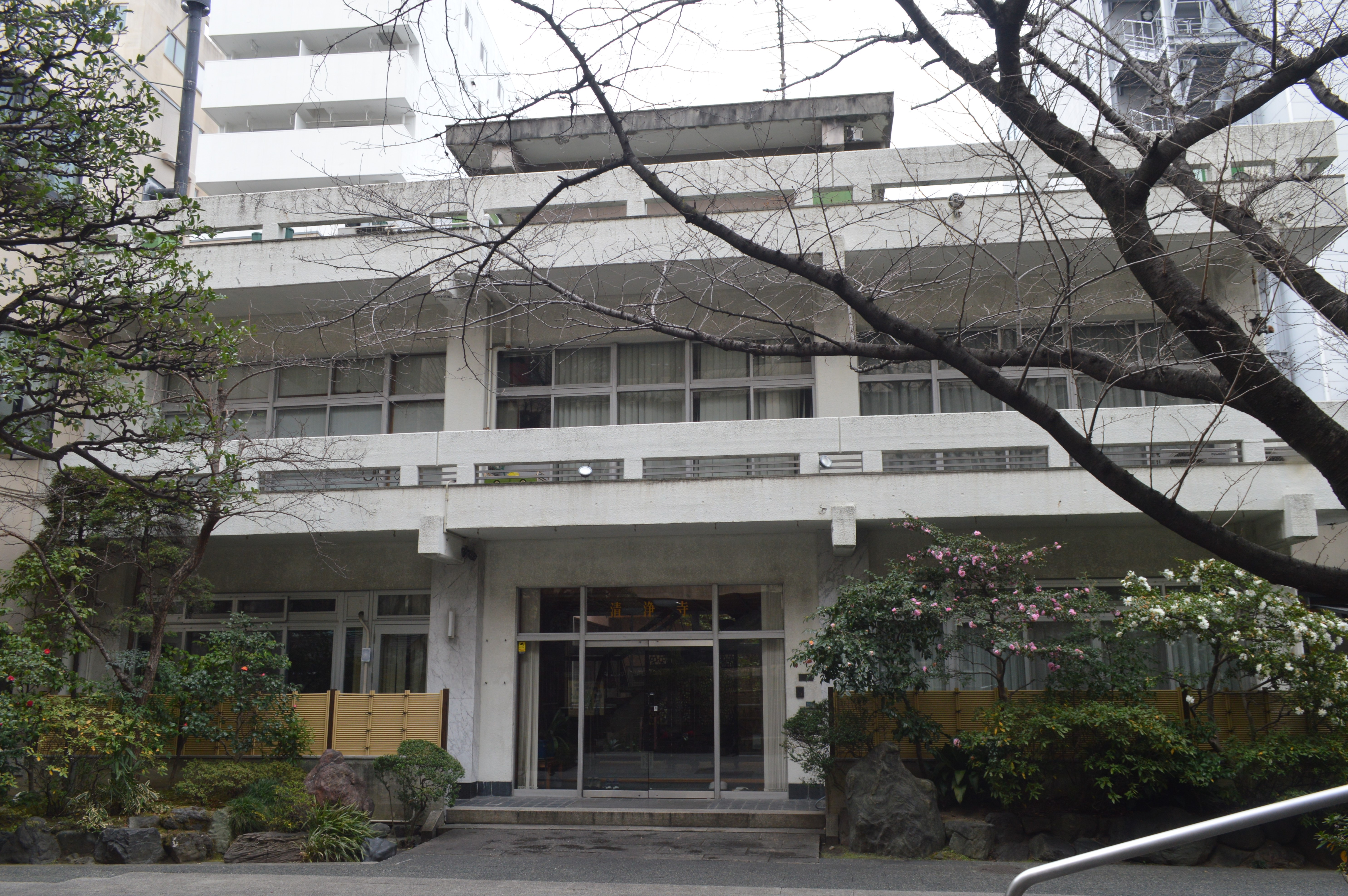
庫裏
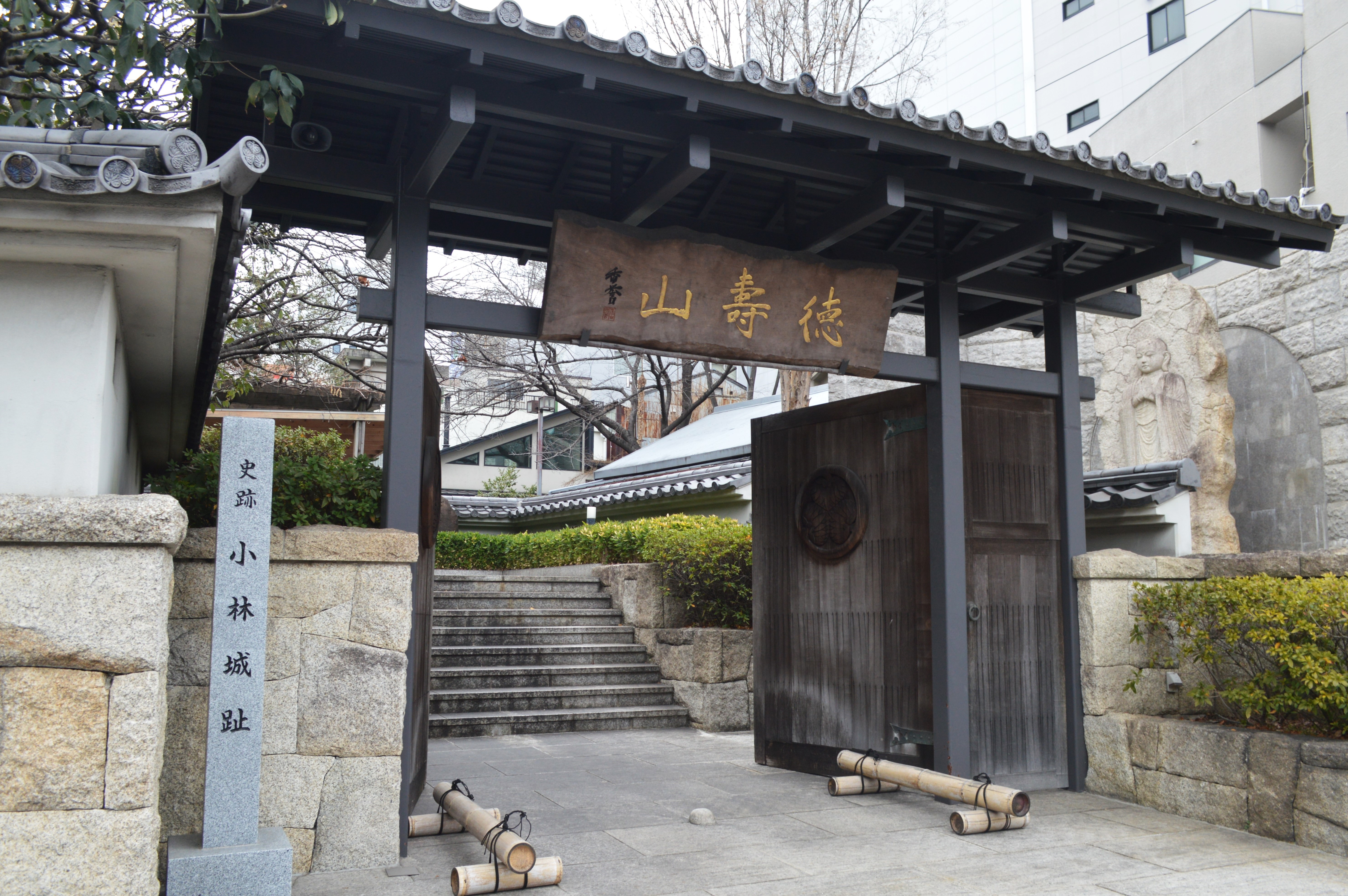
東山門
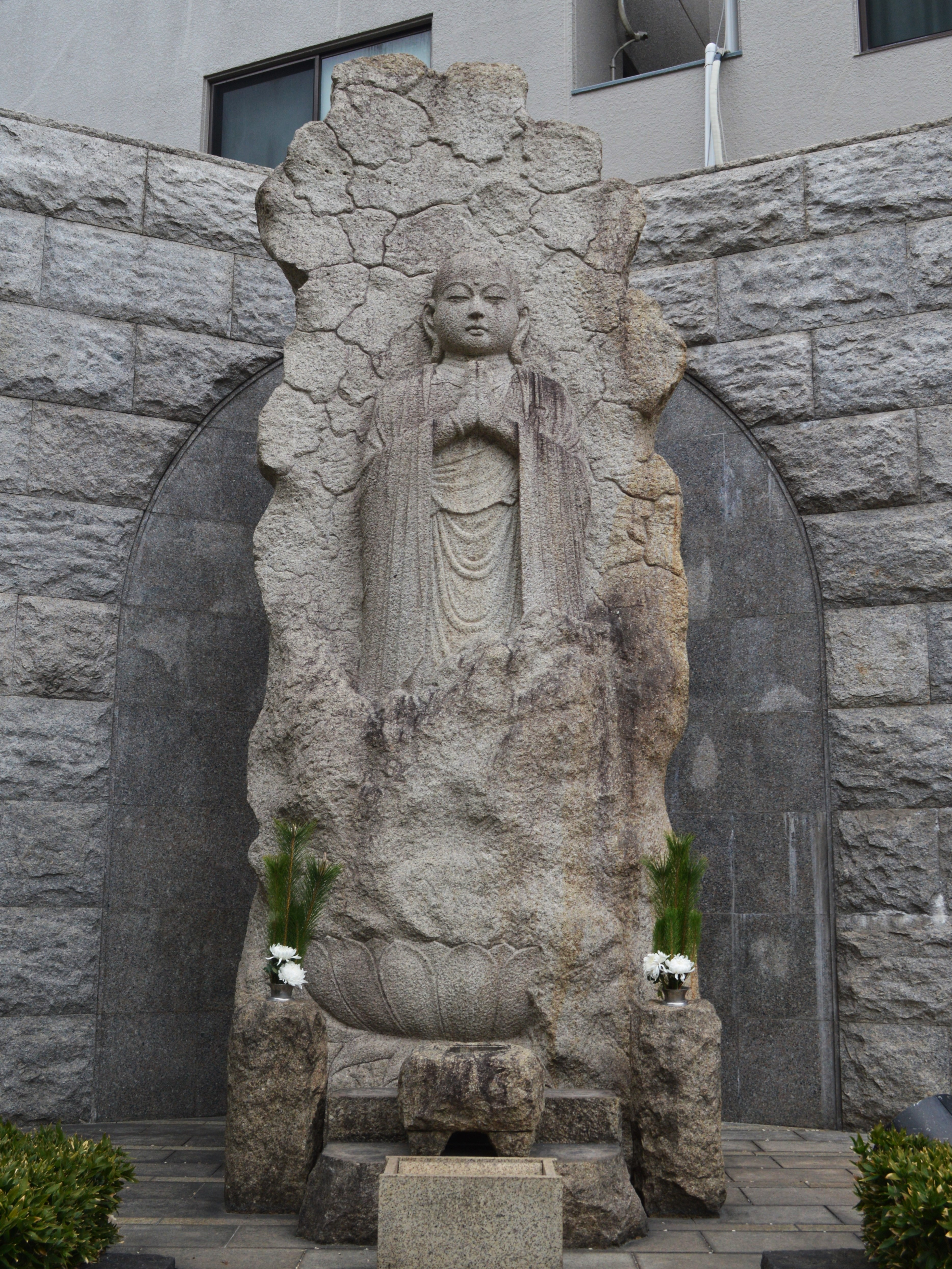
延命大地蔵菩薩（ジャンボ地蔵）
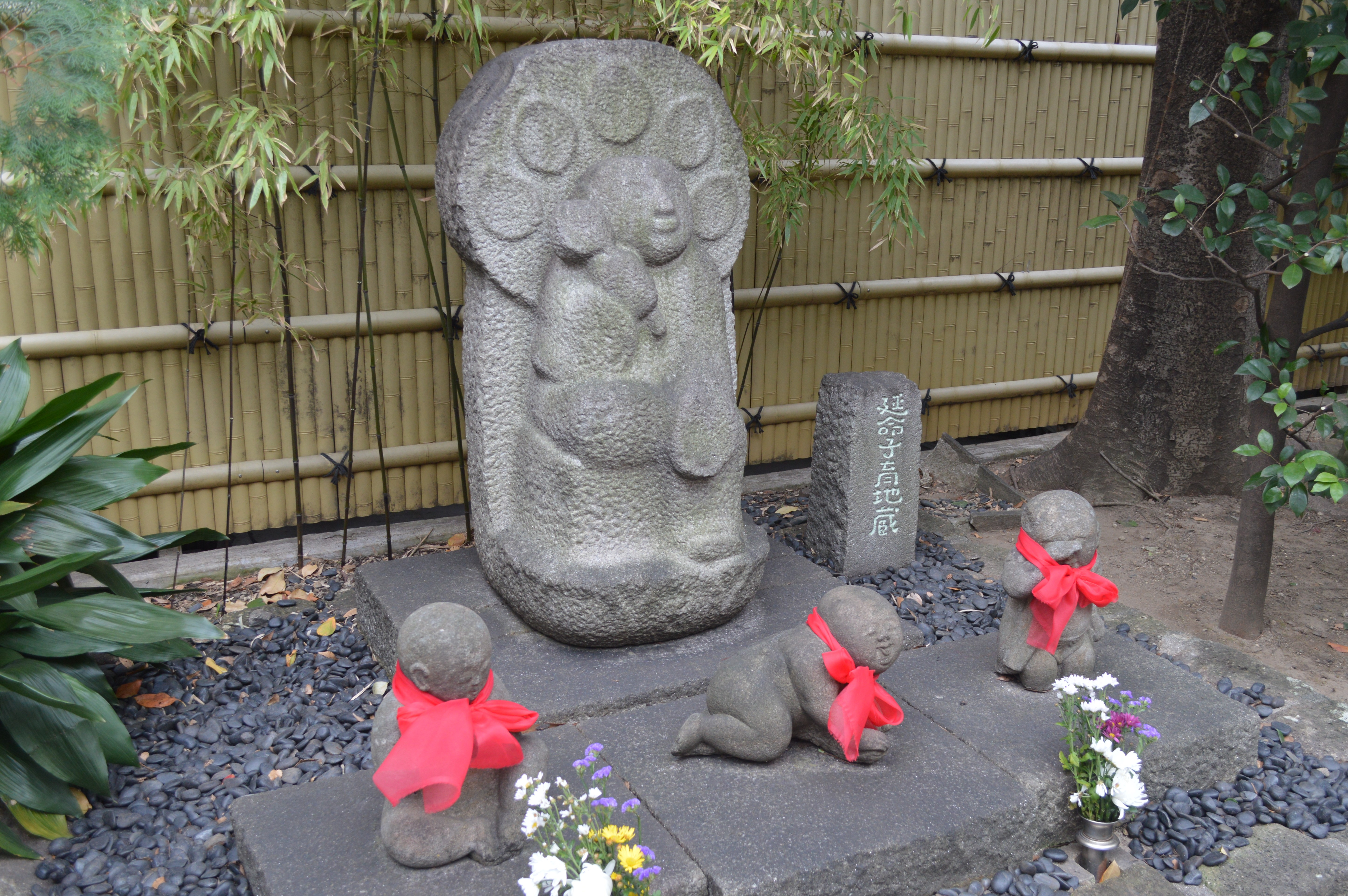
子育て地蔵
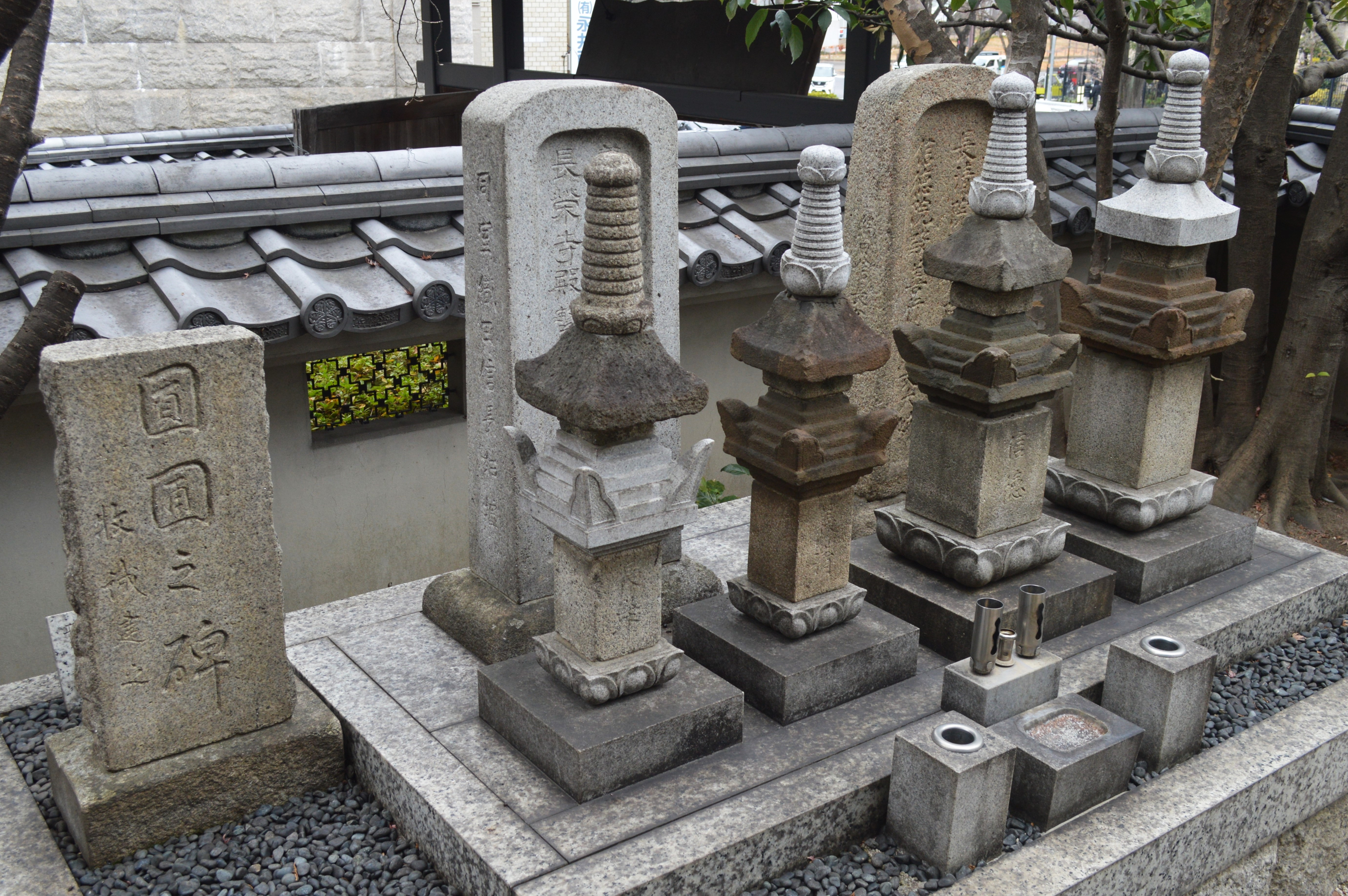
牧家の墓
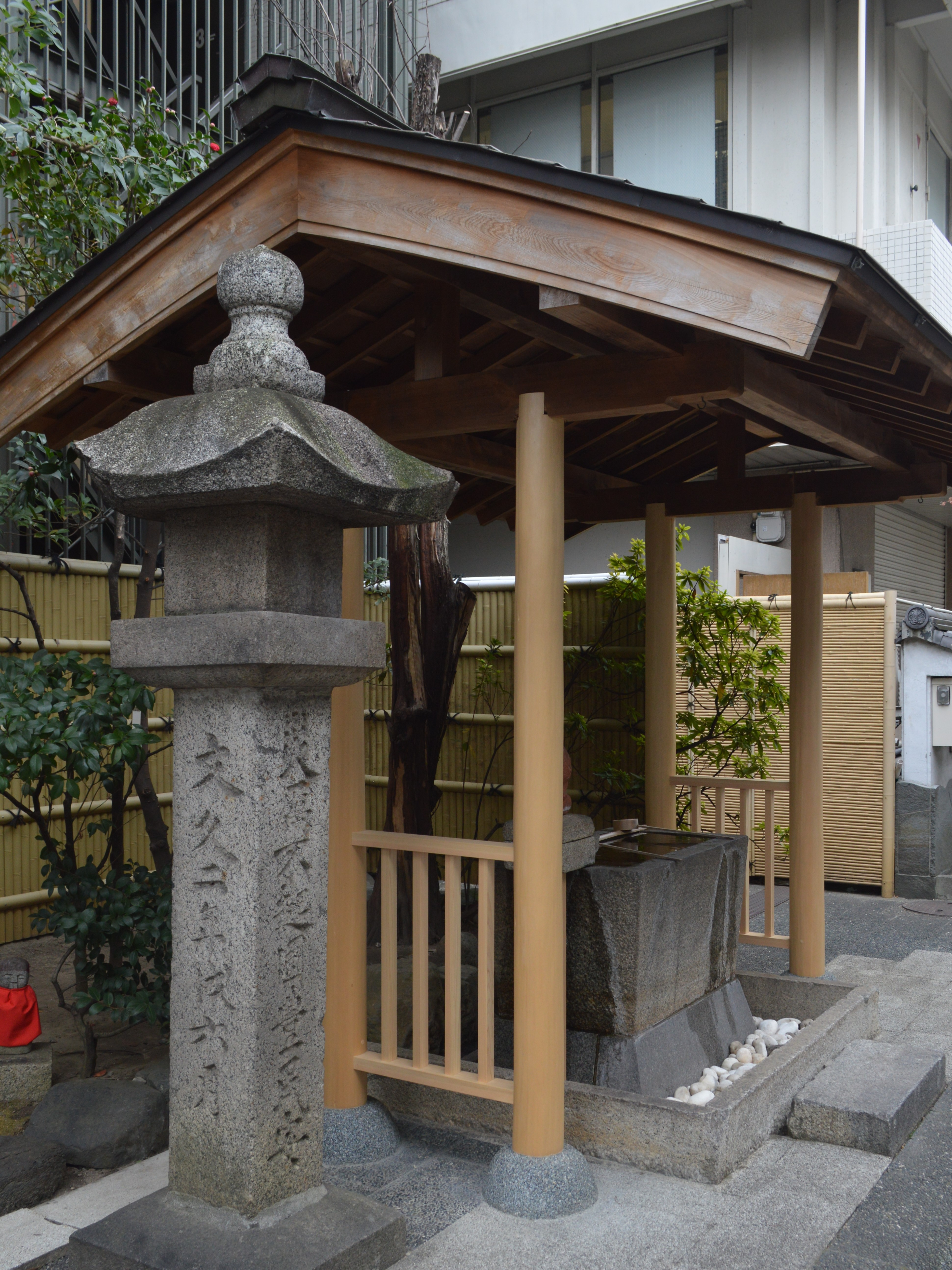
手水舎

## 行事
- 毎月25日 別時念仏会
- 1月 修正会
- 3月 春彼岸 - 平和公園における墓参り。
- 3月 六地蔵巡拝 - 尾張六地蔵を参拝する日帰り巡礼である。
- 8月 お盆お墓参り - 平和公園における墓参り。
- 8月24日 大施餓鬼一会 - 施餓鬼法要などを行う祭礼。
- 9月 秋彼岸 - 平和公園における墓参り。
- 9月 六地蔵巡拝 - 尾張六地蔵を参拝する日帰り巡礼である。
- 12月28日 餅つき

## 尾張六地蔵
| 札所 | 名称   | 宗派           | 所在地                             |
| ---- | ------ | -------------- | ---------------------------------- |
| 1番  | 長光寺 | 臨済宗妙心寺派 | 愛知県稲沢市六角堂東町3丁目2-8     |
| 2番  | 清浄寺 | 浄土宗         | 愛知県名古屋市中区大須4丁目1-32    |
| 3番  | 地蔵院 | 真言宗醍醐派   | 愛知県名古屋市南区呼続3丁目11-27   |
| 4番  | 如意寺 | 曹洞宗         | 愛知県名古屋市緑区鳴海町作町85     |
| 5番  | 地蔵寺 | 曹洞宗         | 愛知県名古屋市天白区島田3丁目113   |
| 6番  | 芳珠寺 | 臨済宗妙心寺派 | 愛知県名古屋市千種区今池2丁目16-13 |

## 現地情報
所在地
- 愛知県名古屋市中区大須4丁目1-32

交通アクセス
- 名古屋市営地下鉄名城線矢場町駅から南に約3分
- 名古屋市営地下鉄名城線・鶴舞線上前津駅から北に約5分